# Расло
Ра́сло (бел. Ра́сла, пол. Rasło) — деревня в Сморгонском районе Гродненской области Белоруссии.
Входит в состав Жодишковского сельсовета.
Расположена в северной части района на правобережьи реки Вилия. Расстояние до районного центра Сморгонь по автодороге — около 16,5 км, до центра сельсовета агрогородка Жодишки по прямой — чуть менее 3,5 км. Ближайшие населённые пункты — Дарище, Козеняты, Пильцы.
Согласно переписи население Расло в 1999 году насчитывало 182 жителя.
В Расло находятся две придорожные часовни XIX века и кладбище участников Первой мировой войны с памятником немецким солдатам.
Через деревню проходят местные автомобильные дороги:
- Н6130 Гориденяты — Расло — Жодишки — Завидиненты
- Н7965 Расло — Дубатовка

Через населённый пункт проходят регулярные автобусные маршруты:
- Сморгонь — Лылойти
- Сморгонь — Нестанишки
- Сморгонь — Старая Рудня
- Сморгонь — Сыроватки